# Tračník
Tračník (lat. colon) je nejdelší část tlustého střeva. V tračníku prochází trávenina poslední fází zpracování. Vstřebávání živin je již značně omezeno.
O většině živočichů platí, že trávenina, která přichází do tračníku, je víceméně vyčerpaná; je z ní vstřebáno množství vody, takže výsledný produkt trávení (faeces, stolice), je obvykle spíše tuhý a kompaktní. Výjimku tvoří býložravci, jejichž tračník je vzhledem k délce těla velmi dlouhý a má složitou stavbu. Zvláště u koňovitých a zajícovců slouží tračník společně se slepým střevem jako fermentační nádoba, ve které symbiotické mikroorganismy štěpí celulózu rostlinných buněk a vytvářejí z ní živiny, které může živočich využít.

## Popis
Tračník navazuje na tenké střevo a střevo slepé a končí konečníkem, posledním úsekem tlustého střeva, jakož i poslední částí trávicí trubice.
Tračník je svalnatá trubice vystlaná sliznicí bez klků. Vylučuje hlen, který chrání střevní stěnu a zabezpečuje lepší posun případné tuhé stolice.
Přesná stavba i uložení v dutině břišní se liší v závislosti na tom, jedná-li se o masožravce, nebo býložravce.

## Tračník člověka
Tračník člověka má jednoduchý tvar podkovy, je asi 1,5 m dlouhý, na začátku 5–8 cm široký, na konci asi 4 cm v průměru. Tračník navazuje na nejširší část tlustého střeva a člení se na:
- vzestupný tračník (colon ascendens); délka 16–20 cm
- příčný tračník (c. transversum); délka asi 50 cm
- sestupný tračník (c. descendens); délka 22–30 cm
- esovitý tračník (klička) (c. sigmoideum); délka 30–40 cm.[1]

Na esovitý tračník navazuje konečník.
Přechod ze vzestupného do příčného tračníku tvoří pravé tračníkové ohbí (flexura coli dextra). Přechod z příčného tračníku v sestupný tračník tvoří levé tračníkové ohbí (flexura coli sinistra).
Hladká svalovina střeva tvoří na povrchu tři viditelné bělavé podélné pruhy (taeniae coli, tračníkové proužky, ténie) široké 8–10 mm a kruhové výdutě zvané haustra (haustra coli, tračníkové výdutě), což jsou přechodná vyklenutí stěny tračníku mezi tračníkovými proužky.
V tračníku žije množství symbiotických bakterií. Ty ještě štěpí některé součásti potravy, syntetizují vitamin K i další vitamíny a chrání sliznici před patogenními druhy mikroorganismů.
První zbytky potravy se po požití dostanou do tlustého střeva asi za 4 hodiny, poslední asi za 8 hodin. V tlustém střevě trávenina setrvá asi 3 hodiny, hromadí se pak v esovité kličce, kde zůstává až 12 hodin. Posun konečníkem je velmi pomalý a zbytky potravy opouštějí lidské tělo řitním otvorem i za 72 hodin od požití potravy.